# Lepidochrysops lotana
Lepidochrysops lotana је врста лептира из породице плаваца (лат. Lycaenidae).

## Распрострањење
Ареал врсте је ограничен на једну државу. 
Јужноафричка Република је једино познато природно станиште врсте.

## Угроженост
Ова врста је крајње угрожена и у великој опасности од изумирања.